# سید حسین حسینی واعظ
سیدحسین حسینی واعظ (۱۳۰۰ رامیان - ۱۳۷۲ تهران) نماینده معمم مردم رامیان استان مازندران در اولین دوره مجلس شورای اسلامی بود.
حسینی نیا ۲۰٬۵۲۷ رای برابر با۶۴/۳۱درصد آراء را برای ورود به مجلس بدست آورد.